# NGC 660
NGC 660 (другие обозначения — UGC 1201, MCG 2-5-13, ZWG 437.12, IRAS01403+1323, PRC C-13, PGC 6318) — спиральная галактика с перемычкой и полярным кольцом, находящаяся в созвездии Рыбы.
Этот объект входит в число перечисленных в оригинальной редакции «Нового общего каталога».
Кольцо наклонено к плоскости галактики сильнее, чем это типично для галактик с полярным кольцом, его диаметр составляет около 40 тыс. световых лет (12 кпк). Галактика находится на расстоянии более 20 млн св. лет от нас (6 Мпк).
Является сейфертовской галактикой типа Sy 2.
Галактика NGC 660 входит в состав группы галактик M74. Помимо NGC 660 в группу также входят ещё 18 галактик.